# Fullrate
Fullrate A/S is een Deens telecombedrijf. Het werd in 2005 opgericht door vijf voormalige top-medewerkers van de Deense concurrent Cybercity. Fullrate werd opgericht nadat Cybercity door het Noorse Telenor was overgenomen. 
Fullrate werd in 2009 door TDC gekocht en biedt sindsdien Internet- en telfoondiensten (VoIP) in heel Denemarken aan. In 2011 kwamen daar ook tv- en mobiele diensten bij. In 2013 gingen Fullrate en M1 samen onder de naam Fullrate.
Fullrate maakt gebruik van ADSL2+ met Annex M-technologie voor de lagere snelheden (bandbreedte tot 20Mbit download en 2Mbit upload). Voor hogere snelheden wordt VDSL2 gebruikt. Fullrate biedt snelheden tot maximaal 150 Mbit download en 25 Mbit upload aan. Er wordt gebruik gemaakt van TDC's netwerk en masten.
Fullrate heeft circa 300.000 klanten.